# Eggenthal
Eggenthal – miejscowość i gmina w południowych Niemczech, w kraju związkowym Bawaria, w rejencji Szwabia, w regionie Allgäu, w powiecie Ostallgäu, siedziba wspólnoty administracyjnej Eggenthal. Leży w Allgäu, około 18 km na północny zachód od Marktoberdorfu.

## Demografia
| Rok  | Liczba mieszk. |
| ---- | -------------- |
| 1970 | 1 124          |
| 1987 | 1 186          |
| 2000 | 1 284          |

## Polityka
Wójtem gminy od 2008 jest Harald Polzer, poprzednio urząd ten obejmował Hugo Greisel. Rada gminy składa się z 12 osób.
|      | FWV | Zieloni | FWG Bayersried-Holzstetten | Razem |
| 2008 | 9   | -       | 3                          | 12    |
| 2002 | 11  | 1       | -                          | 12    |